# Fesslerov obred
Fesslerov obred (njem. Feßler-Ritual ili Feßlersche System) je slobodnozidarski obred u slobodnom zidarstvu kojeg je razvio mađarski svećenik, povjesničar i slobodni zidar Ignacije Aurelije Fessler na zahtjev Velike lože Pruske "Royal York" u Berlinu.
Nekoliko loža pod okriljem Velike lože Latvije radi po ovom obredu, ali samo na simboličkim stupnjevima.

## Povijest
Fessler je od 1796. godine živio u Berlinu gdje književno djeluje i stupa u ložu pod okruljem Velike loža Pruske pod nazivom "Royal York zur Freundschaft" zajedno s filozofom Johannom Gottlieb Fichteom. s kojim je reformirao Statut i ritual spomenute velike lože. Nakon nesporazuma, izašao je iz nje 1802. godine i priključio se Loži "Zu den drei Bergen" u Freibergu.

## Struktura stupnjeva
Stupnjevi u Fesslerovom obredu su:
- simbolički stupnjevi
  - 1° – učenik (njem. Lehrling)
  - 2° – pomoćnik (Geselle)
  - 3° – majstor (Meister)
- visoki stupnjevi
  - 4° – sveti nad svetima
  - 5° – opravdanje
  - 6° – proslava
  - 7° – istinsko svjetlo
  - 8° – zemlja
  - 9° – savršenstvo